# Pelosia perla
Pelosia perla är en fjärilsart som beskrevs av Fabricius 1798. Pelosia perla ingår i släktet Pelosia och familjen björnspinnare. Inga underarter finns listade i Catalogue of Life.